# جغرافيا هونغ كونغ

مناطق منطقة هونغ كونغ الإدارية الخاصة: 1. الجزر. 2. كواي تسينغ 3. الشمال ؛ 4. ساي كونغ 5. شا تين 6. تاي بو 7. تسوين وان 8. توين مون 9. يوين لونغ 10. مدينة كولون ؛ 11. كوون تونغ 12. شام شوي بو ؛ 13. وونغ تاي سين 14. ياو تسيم مونغ 15. الوسطى والغربية ؛ 16. الشرقية. 17. الجنوبية. 18. وان تشاي

هونغ كونغ، وهي منطقة إدارية خاصة لجمهورية الصين الشعبية، يمكن تقسيمها جغرافياً إلى ثلاثة أقاليم: كولون وجزيرة هونج كونج والأقاليم الجديدة. هونغ كونغ هي مدينة ساحلية وميناء رئيسي في جنوب الصين، تحدها مقاطعة غوانغدونغ عبر مدينة شنجن في الشمال وبحر الصين الجنوبي من الغرب والشرق والجنوب. تقع هونغ كونغ وجزرها وشبه جزرها الإقليمية البالغ عددها 260 عند مصب دلتا نهر اللؤلؤة. تبعد منطقة هونغ كونغ عن البر الرئيسي للصين، ولكنها تعتبر جزءًا من «الصين الكبرى».
تبلغ مساحة هونغ كونغ 1,108 كيلومتر مربع (428 ميل2)، منها 3.16٪ ماء. يوجد 60 جزيرة منتشرة حول هونغ كونغ، أكبرها من حيث المساحة جزيرة لانتاو، الواقعة جنوب غرب شبه الجزيرة الرئيسية. جزيرة لانتاو ومعظم الجزر المتبقية هي جزء من الأقاليم الجديدة، وهي منطقة تشمل أيضًا التضاريس الجبلية شمال كولون. جزيرة هونغ كونغ مفصولة عن كولون بواسطة ميناء فيكتوريا، وهو ميناء طبيعي.
تعتبر هونغ كونغ رابع أعلى كثافة سكانية للبلدان في العالم بمعدل 6300 شخص لكل كيلومتر مربع. خضعت هونغ كونغ للعديد من مشاريع استصلاح الأراضي لتوفير مساحة أكبر للأغراض السكنية والاقتصادية، مما أدى إلى زيادة مساحة أراضيها. وقد تسبب هذا في انخفاض المسافة بين جزيرة هونغ كونغ وكولون. مطار هونغ كونغ الدولي هو المطار العام الوحيد في الإقليم، ويقع في الغالب على أرض مستصلحة في جزيرة تشيك لاب كوك.
من الناحية السياسية، تنقسم هونغ كونغ إلى 18 منطقة، لكل منها مجلس محلي. ومع ذلك، تعمل معظم الخدمات العامة في جميع أنحاء الإقليم، ولا يتم تقييد السفر بين المناطق. شا تين هي المنطقة الأكثر اكتظاظًا بالسكان اعتبارًا من عام 2019.
اسم «هونغ كونغ»، يعني حرفيا «ميناء عبق»، مشتق من المنطقة المحيطة الوقت الحاضر أبردين في جزيرة هونغ كونغ، حيث توجد المنتجات الخشبية وعبق البخور. يعد الجسم المائي الضيق الذي يفصل بين جزيرة هونغ كونغ وشبه جزيرة كولون، ميناء فيكتوريا أحد أعمق الموانئ البحرية الطبيعية في العالم.

## المناخ
مناخ هونغ كونغ شبه استوائي مع رياح موسمية وشتاء جاف بارد وصيف حار ورطب. اعتبارًا من عام 2006، بلغ متوسط هطول الأمطار السنوي 2,214 مليمتر (87.2 بوصة)، على الرغم من أن حوالي 80 ٪ من الأمطار تسقط بين مايو وسبتمبر. يتأثر المناخ أحيانًا بالأعاصير المدارية بين مايو ونوفمبر، وغالبًا من يوليو إلى سبتمبر. متوسط درجة الحرارة في هونغ كونغ يتراوح من 16 °م (60.8 °ف) في يناير وفبراير حتى 28 °م (82.4 °ف) في يوليو وأغسطس.

## المعلومات الجغرافية

### الموقع

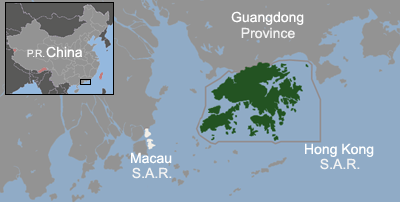
موقع هونغ كونغ فيما يتعلق بدلتا نهر اللؤلؤة

تقع هونغ كونغ على الساحل الجنوبي للصين، 60 كم (37 ميل) شرق ماكاو، على الجانب الشرقي من مصب نهر اللؤلؤ. محاطة ببحر الصين الجنوبي من جميع الجهات باستثناء الشمال، الذي يجاور مدينة جوانجدونج شنجن على طول نهر شام تشون. مساحة المنطقة 2755 كم 2 (1,064 ميل مربع) تتكون من جزيرة هونغ كونغ وشبه جزيرة كولون والأراضي الجديدة وجزيرة لانتاو وأكثر من 200 جزيرة أخرى.

### قمم هونغ كونغ الرئيسية
1. تاي مو شان - 957 متر (3,140 قدم) ، تسوين وان
2. قمة لانتاو (فونغ وونغ شان) 934 متر (3,064 قدم) في جزيرة لانتاو
3. قمة غروب الشمس (تاي تونغ شان) - 869 متر (2,851 قدم) ، في جزيرة لانتاو
4. سزي فونغ شان - 785 متر (2,575 قدم)
5. لين فا شان - 766 متر (2,513 قدم) ، في جزيرة لانتاو
6. ني لاك شان - 751 متر (2,464 قدم) ، في جزيرة لانتاو
7. يي تونغ شان - 747 متر (2,451 قدم) ، في جزيرة لانتاو
8. ما أون شان - 702 متر (2,303 قدم)
9. نادية هانتش (Ngau Ngak Shan) - 674 متر (2,211 قدم)
10. غراسي هيل - 647 متر (2,123 قدم)
11. وونغ لينغ - 639 متر (2,096 قدم)
12. بافلو هيل - 606 متر (1,988 قدم)
13. ويست بافالو هيل - 604 متر (1,982 قدم)
14. قمة كولون (في نجو شان) - 602 متر (1,975 قدم)
15. شون يونغ فونغ - 591 متر (1,939 قدم)
16. تيو شاو نجام - 588 متر (1,929 قدم)
17. كاي كونغ لينغ - 585 متر (1,919 قدم)
18. قلعة الذروة - 583 متر (1,913 قدم)
19. لين فا شان، تسوين وان - 578 متر (1,896 قدم)
20. تيت كايرن (تاي لو شان) - 577 متر (1,893 قدم)

### الموارد الطبيعية
يمكن تقسيم الموارد الطبيعية لهونج كونج إلى ثلاث فئات رئيسية:
- المعادن الفلزية والمعادن الصناعية غير الفلزية في المنطقة الساحلية.
- صخور المحاجر وأحجار البناء.
- رواسب الرمال البحرية.